# Trójgarb
Trójgarb [trujɡarp]IPA (česky trojhrb) je vrch ve Valbřišských horách se třemi vrcholy o nadmořské výšce 778, 757 a 738 metrů.

## Popis
Trójgarb leží v severozápadní části Valbřišských hor zhruba 6 km západně od města Szczawno-Zdrój. Trójgarb je tvořen červenými porfyry, zatímco úbočí a okolí jsou tvořeny slepenci, pískovci a lupky se slojemi černého uhlí. Trójgarb je částí severního křídla vnitrosudetské pánve. Vrch je zalesněn. V období mezi světovými válkami byl na Trójgarbu hostinec a rozhledna. Na přelomu 70. a 80. let 20. století byla na jihovýchodním úpatí vybudována turistická chata PTTK Bacówka pod Trójgarbem.

## Turistické cesty
- zelená: Gostków – Trójgarb – Chełmiec
- žlutá: Szczawno-Zdrój – Trójgarb – Bolków
- modrá: hrad Cisy – Trójgarb – Witków